# Ogden Dunes
Ogden Dunes è un comune degli Stati Uniti d'America, situato nello Stato dell'Indiana, nella contea di Porter.